# Benny Golson
Benny Golson (Filadélfia, 25 de janeiro de 1929 – Nova Iorque, 21 de setembro de 2024), foi um saxofonista, tenor e compositor norte-americano de jazz, do estilo hard bop e bebop.

## Composições notáveis
- "And You Called My Name", 1954
- "Stablemates", 1955
- "Whisper Not", 1956
- "Are You Real?", 1958
- "I Remember Clifford", 1957
- "Just by Myself", 1957
- "Blues March", 1958
- "Park Avenue Petite", aka "From Dream to Dream", 1959
- "Along Came Betty", 1959
- "Killer Joe", 1960
- "Beauty And The Blues"
- "Blues After Dark"
- "Five Spot After Dark"
- "Gipsy Jingle-Jangle"
- "Minor Vamp"
- "Step Lightly"
- "Strut Time
- "The Stroller"

## Morte
Golson morreu em sua casa em Manhattan, Nova York, em 21 de setembro de 2024, aos 95 anos.

## Discografia
- Benny Golson's New York Scene (Contemporary, 1957)
- The Modern Touch (Riverside 1957)
- The Other Side of Benny Golson (Riverside, 1958)
- Benny Golson and the Philadelphians (United Artists, 1958)
- Gone with Golson (New Jazz, 1959)
- Groovin' with Golson (New Jazz, 1959)
- Winchester Special (New Jazz, 1959) com Lem Winchester
- Gettin' with It (New Jazz, 1959)
- Take a Number from 1 to 10 (Argo, 1961)
- Pop + Jazz = Swing (Audio Fidelity, 1962)
- Reunion: Benny Gilson Sextet (Jazzland 1962)
- Turning Point (Mercury, 1962)
- Free (Argo, 1962)
- The Roland Kirk Quartet Meets the Benny Golson Orchestra (Mercury, 1964) com Roland Kirk
- Stockholm Sojourn (Prestige, 1964)
- Tune In, Turn On (Verve, 1967)
- Killer Joe (Columbia, 1977)
- California Message (Baystate, 1981) com Curtis Fuller
- One More Mem'ry (Baystate, 1982) com Curtis Fuller
- Time Speaks (Baystate, 1983) com Freddie Hubbard e Woody Shaw
- This Is for You, John (Baystate, 1984)
- Stardust (Denon, 1987) com Freddie Hubbard
- Benny Golson Quartet Live (Dreyfus, 1989 [1991])
- Benny Golson Quartet (LRC Ltd. 1990)
- Domingo (Dreyfus, 1992)
- I Remember Miles (Alfa Jazz, 1993)
- That's Funky (Meldac Jazz, 1995)
- Tenor Legacy (Arkadia Jazz, 1996)
- Up Jumped Benny (Arkadia Jazz, 1997)
- Remembering Clifford (Milestone, 1998)
- One Day, Forever (Arkadia Jazz, 1996-2000 [2001])
- Terminal 1 (Concord, 2004)
- New Time, New 'Tet (Concord, 2009)
- Horizon Ahead (HighNote, 2016)

## Curiosidades
- Benny Golson fez uma aparição no filme "O Terminal" onde fazia o papel dele mesmo.

1. ↑  Schudel, Matt (23 de setembro de 2024). «Benny Golson, jazz saxophonist and composer of surpassing grace, dies at 95». Washington Post (em inglês). ISSN 0190-8286. Consultado em 23 de setembro de 2024